# Mistrzostwa Europy w Pływaniu 1927
II Mistrzostwa Europy w Pływaniu odbyły się w Bolonii we Włoszech w dniach 31 sierpnia – 4 września 1927 roku. Rozegrano zawody w jedenastu konkurencjach pływackich, czterech konkurencjach skoków do wody i turniej piłki wodnej. Po raz pierwszy w zawodach wzięły udział kobiety. Klasyfikację medalową wygrała reprezentacja Republiki Weimarskiej.

## Tabela medalowa
| Miejsce | Państwo          | Złoto | Srebro | Brąz | Razem |
| ------- | ---------------- | ----- | ------ | ---- | ----- |
| 1.      | Rzesza Niemiecka | 5     | 5      | 6    | 16    |
| 2.      | Szwecja          | 4     | 2      | 1    | 7     |
| 3.      | Holandia         | 3     | 2      | 0    | 5     |
| 4.      | Wielka Brytania  | 2     | 2      | 1    | 5     |
| 5.      | Austria          | 1     | 0      | 2    | 3     |
| 6.      | Węgry            | 0     | 2      | 1    | 3     |
| 7.      | Włochy           | 0     | 1      | 2    | 3     |
| 8.      | Francja          | 0     | 1      | 0    | 1     |
| 9.      | Belgia           | 0     | 0      | 1    | 1     |
| 9.      | Czechosłowacja   | 0     | 0      | 1    | 1     |
| Razem   | Razem            | 15    | 15     | 15   | 45    |

## Wyniki

### Pływanie
Mężczyźni
| Konkurencja:                          | Złoto:                                                                                    | Czas    | Srebro:                                                        | Czas    | Brąz:                                                            | Czas    |
| 100 m stylem dowolnym (szczegóły)     | Arne Borg                                                                                 | 1:00,0  | István Bárány                                                  | 1:03,2  | August Heitmann                                                  | 1:03,4  |
| 400 m stylem dowolnym (szczegóły)     | Arne Borg                                                                                 | 5:08,6  | Herbert Heinrich                                               | 5:15,8  | Václav Antoš                                                     | 5:16,2  |
| 1500 m stylem dowolnym (szczegóły)    | Arne Borg                                                                                 | 19:07,2 | Giuseppe Perentin                                              | 21:50,4 | Joachim Rademacher                                               | 22:00,0 |
| 100 m stylem grzbietowym (szczegóły)  | Eskil Lundahl                                                                             | 1:17,4  | Aladár Bitskey                                                 | 1:17,6  | Gustav Fröhlich                                                  | 1:17,8  |
| 200 m stylem klasycznym (szczegóły)   | Erich Rademacher                                                                          | 2:55,2  | Wilhelm Prasse                                                 | 2:58,0  | Louis Van Parijs                                                 | 2:59,8  |
| 4 × 200 m stylem dowolnym (szczegóły) | Rzesza Niemiecka August Heitmann · Joachim Rademacher · Friedel Berges · Herbert Heinrich | 9:49,6  | Szwecja Åke Borg · Aulo Gustafsson · Eskil Lundahl · Arne Borg | 9:52,0  | Węgry Géza Szigritz · Rezső Wanié · András Wanié · István Bárány | 10:36,0 |

Kobiety
| Konkurencja:                          | Złoto:                                                                      | Czas   | Srebro:                                                                          | Czas   | Brąz:                                                                               | Czas   |
| 100 m stylem dowolnym (szczegóły)     | Maria Vierdag                                                               | 1:15,0 | Joyce Cooper                                                                     | 1:15,0 | Charlotte Lehmann                                                                   | 1:16,1 |
| 400 m stylem dowolnym (szczegóły)     | Marie Braun                                                                 | 6:11,8 | Marion Laverty                                                                   | 6:13,6 | Friederike Löwy                                                                     | 6:21,0 |
| 100 m stylem grzbietowym (szczegóły)  | Wilhelmine den Turk                                                         | 1:24,6 | Marie Braun                                                                      | 1:26,2 | Phyllis Harding                                                                     | 1:30,8 |
| 200 m stylem klasycznym (szczegóły)   | Hildegard Schrader                                                          | 3:20,4 | Charlotte Mühe                                                                   | 3:25,2 | Hedy Bienenfeld                                                                     | 3:27,0 |
| 4 × 100 m stylem dowolnym (szczegóły) | Wielka Brytania Marion Laverty · Valerie Davies · Ellen King · Joyce Cooper | 5:11,0 | Holandia Geertruida Klapwijk · Wilhelmine den Turk · Marie Braun · Maria Vierdag | 5:11,6 | Rzesza Niemiecka Charlotte Lehmann · Anni Rehborn · Marianne Schmidt · Irene Erkens | 5:12,8 |

### Skoki do wody
Mężczyźni
| Konkurencja:                       | Złoto:             | Wynik  | Srebro:            | Wynik  | Brąz:         | Wynik  |
| Skoki z trampoliny 3 m (szczegóły) | Ewald Riebschläger | 173,86 | Edmund Lindmark    | 159,86 | Luciano Gozzi | 160,14 |
| Skoki z wieży 10 m (szczegóły)     | Hans Luber         | 114,86 | Ewald Riebschläger | 111,24 | Ezio Selva    | 100,64 |

Kobiety
| Konkurencja:                       | Złoto:         | Wynik  | Srebro:           | Wynik | Brąz:        | Wynik |
| Skoki z trampoliny 3 m (szczegóły) | Klara Bornett  | 103,32 | Karoline Söhnchen | 91,86 | Anni Rehborn | 86,24 |
| Skoki z wieży 10 m (szczegóły)     | Isabelle White | 36,40  | Irène Savollon    | 32,40 | Ewa Olliwier | 32,20 |

### Piłka wodna
| Konkurencja:                 | Złoto: | Srebro: | Brąz:  |
| Turniej mężczyzn (szczegóły) | Węgry  | Francja | Belgia |